# Șportkî, Novi Sanjarî
Șportkî (în ucraineană Шпортьки) este un sat în comuna Sudivka din raionul Novi Sanjarî, regiunea Poltava, Ucraina.

## Demografie
Componența lingvistică a localității Șportkî
     Ucraineană (96%)
     Rusă (4%)
Conform recensământului din 2001, majoritatea populației localității Șportkî era vorbitoare de ucraineană (96%), existând în minoritate și vorbitori de rusă (4%).